# Ngalum jezici
Ngalum jezici, podskupina od (3) transnovogvinejska jezika uže skupine ok-awyu, koji se govore na indonezijskom dijelu Nove Gvineje i Papui Novoj Gvineji.
Obuhvaća tri jezika: komyandaret [kzv], 300 (2000 SIL); ngalum [szb], 18,000.; i tsaukambo [kvz], 780 (2000 SIL). Nekada se jezik ngalum klasificirao sada nepriznatim planinskim ok jezicima.